# Ein Shemer
Ein Shemer est un kibboutz du nord d'Israël.

## Histoire
Il est fondé en 1927, par 18 femmes et 36 hommes de Pologne. Ils obtiennent l'électricité et l'eau courante en 1935. 
En 1938, durant la Grande révolte arabe de 1936-1939 en Palestine mandataire, deux membres du kibboutz meurent dans une attaque des Arabes palestiniens.

## Activités du kibboutz
- agriculture

## Résidents
- Donald Sanford, athlète.
- Zvi Lurie, homme politique.